# Chen Wei-Chun
Chen Wei-Chun es un deportista taiwanés que compitió en taekwondo. Ganó una medalla de bronce en el Campeonato Mundial de Taekwondo de 1999, en la categoría de –54 kg.

## Palmarés internacional
| Representando a China Taipéi |                   |                   |           |
| Campeonato Mundial           |                   |                   |           |
| Año                          | Lugar             | Medalla           | Categoría |
| 1999                         | Edmonton (Canadá) | Medalla de bronce | –54 kg    |